# Jean-Louis Van Regemorter
Pour les articles homonymes, voir Regemorter.
Jean-Louis Van Regemorter, né le 6 mars 1927 à Anvers et mort le 18 novembre 1999 à Maisons-Laffitte, est un historien français, professeur de civilisation russe à l'université Paris-Sorbonne, après avoir été chargé d'enseignement à l'université Clermont-Ferrand-II.
Il est l'auteur de plusieurs synthèses sur l'histoire de la Russie et de l'URSS. Son ouvrage sur Le Stalinisme « est un excellent outil pédagogique » selon Charles Jacquier.

## Publications
- Le Déclin du servage 1796-1855, Hatier Université, 1971.
- (éd.), École et enseignement en Russie et en URSS de 1860 à nos jours, 1986.
- D'une Perestroïka à l'autre : l’évolution économique de la Russie de 1860 à nos jours, Sedes, 1990.
- avec Michel Laran, La Russie et l'ex-URSS de 1914 à nos jours, Armand Colin, 1996.
- La Russie et le monde au XXe siècle, Paris, Masson/Armand Colin, 1996.
- Le Stalinisme, La documentation française, 1998.
- La Russie et l'ex-URSS au XXe siècle, Armand Colin, 1998.
- L'Insurrection paysanne de la région de Tambov. Luttes agraires et ordre bolchevik, 1919-1921, édition établie et commentée par Régis Gayraud, Ressouvenances, 2000.

## Sources
- André Berelowitch, « Un homme des Lumières du XXe siècle : Jean-Louis Van Regemorter (1927-1999) », Revue des études slaves, vol. 73, fascicule 1, 2001, p. 259-269.